# NLS

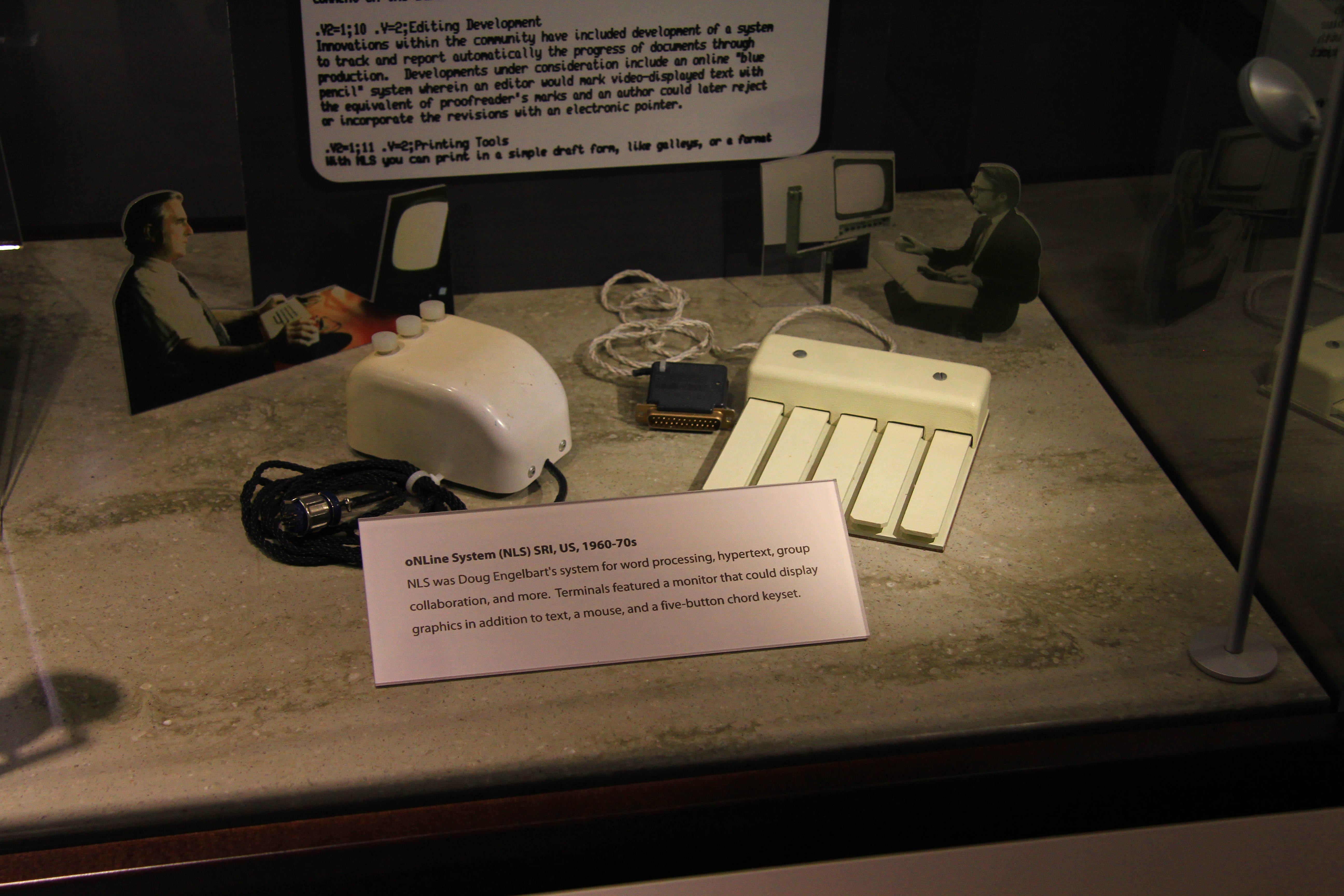
Mouse de três botões e teclado de acordes, aparentemente provenientes de versões posteriores do Sistema NLS (oNLine), anteriormente notabilizado na "Mother of All Demos" de Doug Engelbart

NLS (oN-Line System) é um sistema de computação inventado por Douglas Engelbart nos anos 1960. Foi o primeiro sistema a usar o mouse entre outras novidades.